# Tablice rejestracyjne w Czarnogórze
Biały szablon z czarnymi znakami. Posiadają również niebieski pasek z lewej strony, wykonany na wzór eurobandu, wykorzystywanego w państwach należących do Unii Europejskiej tylko bez gwiazdek, z kodem kraju MNE.
Układ: LL – LL CCC (L-litera, C-cyfra), gdzie dwie pierwsze litery oznaczają gminę, które od reszty oddziela nalepka legalizacyjna z godłem Czarnogóry. W starych tablicach zamiast niebieskiego paska jest godło Czarnogóry, dwa poziome paski na miejscu nalepki legalizacyjnej (niebieski wyżej, czerwony niżej), Dwa wyróżniki miasta rejestracji samochodu oraz układy z cyfr: Dwie cyfry i trzy cyfry po kresce.

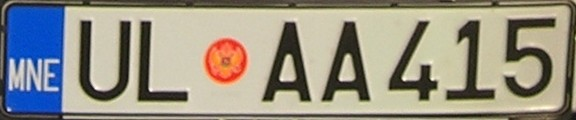
Czarnogórska tablica rejestracyjna

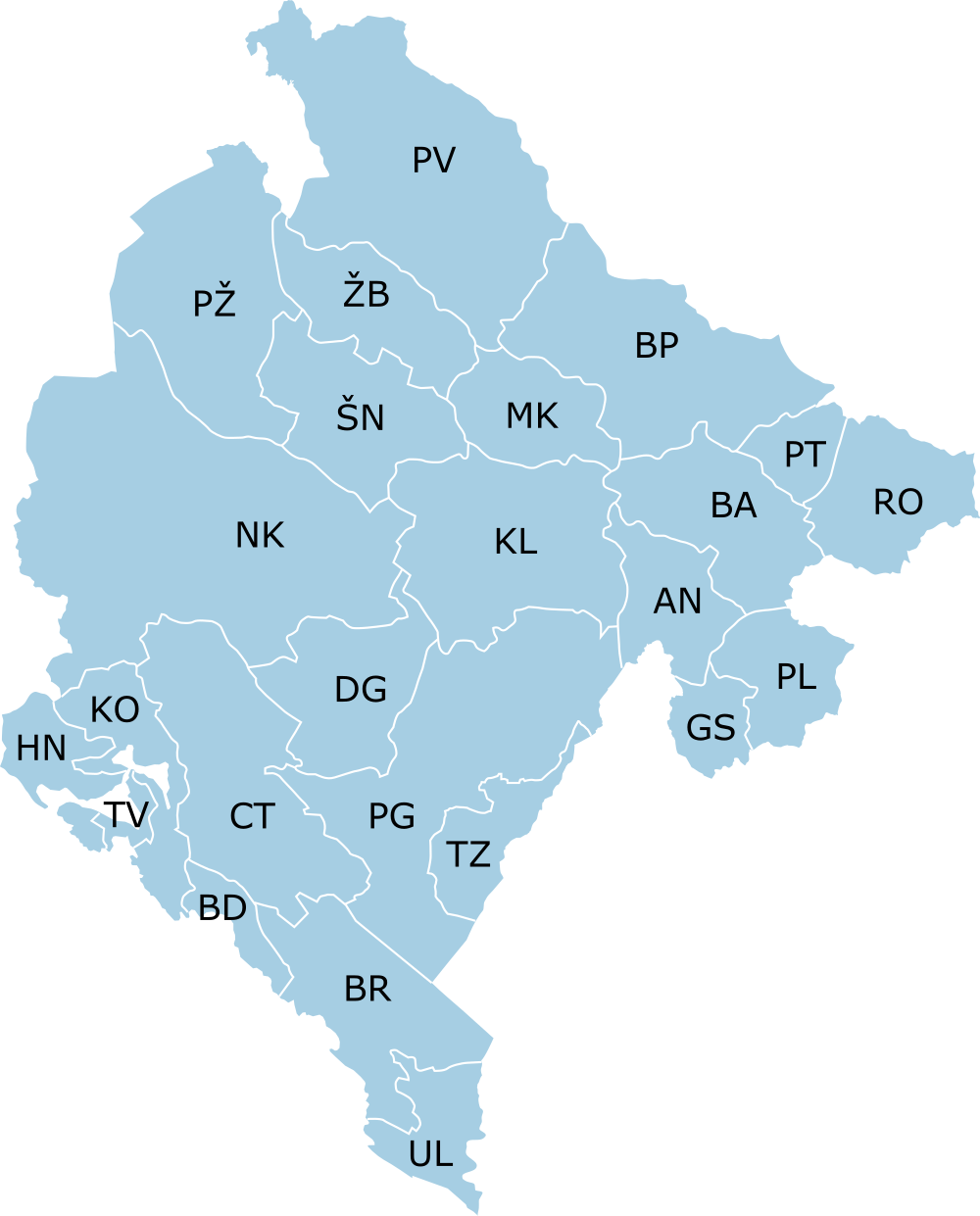
Mapa Czarnogóry

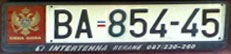
Stary typ

| wyróżnik | gmina        |
| -------- | ------------ |
| AN       | Andrijevica  |
| BA       | Berane       |
| BP       | Bijelo Polje |
| BD       | Budva        |
| BR       | Bar          |
| CT       | Cetynia      |
| DG       | Danilovgrad  |
| GS       | Gusinje      |
| HN       | Herceg Novi  |
| PL       | Plav         |
| KL       | Kolašin      |
| KO       | Kotor        |
| MK       | Mojkovac     |
| NK       | Nikšić       |
| PG       | Podgorica    |
| PL       | Plav         |
| PT       | Petnjica     |
| PV       | Pljevlja     |
| PŽ       | Plužine      |
| RO       | Rožaje       |
| TV       | Tivat        |
| ŠN       | Šavnik       |
| UL       | Ulcinj       |
| ŽB       | Žabljak      |